# Luis Abelardo Núñez
Luis Abelardo Takahashi Núñez (Ferreñafe, Lambayeque, 22 de noviembre de 1926 – Komaki, Japón, 19 de diciembre de 2005) fue un compositor peruano de música criolla. La letra de sus composiciones refleja el sentir de la gente norteña, sus costumbres y cultura.

## Biografía
Fue un nisei que mediante sus canciones populares dio vida musical al sentir y pesares de la gente norteña en el Perú. Quién puede discutir que la frase "Saca cholo chispas del suelo así !! agitando un blanco pañuelo..." estrofa de la marinera norteña "Sacachispas", es un himno popular. Dos marineras suyas fueron realmente ultra legendarias: Sacachispas, grabada por el conjunto Fiesta Criolla y El Veneno, por el trío Los Troveros Criollos.
Nacido en Ferreñafe en 1925. Sus padres fueron Sakuzo Takahashi, natural de la ciudad de Fukushima, Japón, y la peruana Tarcila Núñez Delgado.
A los ocho años quedó huérfano. Su padre fue enterrado en el Perú sin haber podido volver nunca a su natal Japón. 
Desde temprana edad mostró una natural inclinación por la música. A los trece años ya tocaba la guitarra y el tiplé, instrumento con el cual se hace conocido como músico, integrando el "Conjunto Tropical" de Ferreñafe. En 1943 se traslada a Chiclayo e integra la "Orquesta La Rosa", luego a Trujillo, Pacasmayo y cuanto pueblo se presentara a su alcance.
En 1946 arriba a Lima donde alterna el oficio de relojero, que aprendió de su padre, con la música y la bohemia criolla.
Su primer éxito fue la marinera norteña "¡Que Viva Chiclayo!". Vino en seguida el vals "Engañada" y luego "Con Locura". Este último se cantó y se tocó frecuentemente en la radio y fue interpretado por gran número de artistas.
Se le conocen más de 200 composiciones entre valses, polkas, tonderos, tristes, huaynos, pasillos y canciones melódicas. Musicalizó además un tema inédito de Felipe Pinglo: "Recuerdos de amor".
A inicios de 1970 graba junto a Manuel Acosta Ojeda y otros, el disco de larga duración "El Nuevo Día", en él se incluyen temas de inspiración política y social, entre ellos: El Puente, un "Triste" que en opinión de Acosta Ojeda es el tema más hermoso de Luis Abelardo.
Cuenta el escritor José Watanabe, que un día le preguntó a Chabuca Granda quién era el mejor compositor de valses de ese tiempo: "Luis Abelardo Takahashi Núñez", dijo ella.
Contrajo nupcias con María Nila Bautista Palacios, natural de Pueblo Nuevo, Ferreñafe, fruto de cuya unión nacieron: Tarcila Cristina, Luisa Elizabeth, María Nila, Rosana Lourdes, Luis Abelardo, Pedro y Kelly Adela.
Por mucho tiempo su casa de Carabayllo albergó a la Peña Tricolor que fundó con un grupo amigos en el año 1974. 
Junto a sus seres queridos viajan al Japón en 1996, para residir en la ciudad de Komaki. Seis años después los médicos le detectaron un cáncer que se manifestó a través de laceraciones en el rostro. En 2002 fue operado dos veces para estirparle los mismas.
Lo precario de su salud lo mantuvo postrado los últimos meses de su vida. Falleció a los 79 años de edad en Komaki y sus restos fueron repatriados al Perú -como fue su voluntad- para ser enterrados en Ferreñafe junto a la tumba de su madre.